# Mary-Ann Musangi
Mary-Ann Musangi là một nữ doanh nhân người Kenya, sinh sống tại Nairobi, thủ đô của Kenya. Bà có mặt trong ít nhất bảy hội đồng quản trị công cộng và tư nhân của các công ty Kenya, bao gồm Sidian Bank (trước đây là K-Rep Bank), Haco Tiger Brands, Công ty TNHH Đầu tư UAP, International House Limited, Woof Advertising & Marketing, Croyden Limited và Sheraton Rongai.

## Bối cảnh và giáo dục
Bà sinh năm 1971 với cha là Christopher John Kirubi và mẹ tên Kirubi. Cha mẹ bà đã ly dị. Bà có bằng Cử nhân Quản trị kinh doanh quốc tế và Thạc sĩ Khoa học quản lý tại Đại học Surrey ở Vương quốc Anh.
Vào tháng 7 năm 2017, trong một cuộc phỏng vấn với tờ Business Daily Africa, bà mô tả mẹ mình là "một người phụ nữ đáng yêu", "rất chăm chỉ", "yêu con cái". và bây giờ bà mẹ của bà đã nghỉ hưu.
Mary-Ann xem cha mình như một người cố vấn, là một người lớn lên tay trắng và ngày nay là một trong những doanh nhân thành đạt nhất của Kenya.

## Nghề nghiệp
Bắt đầu từ năm 23 tuổi, bà Musangi đã làm việc với một số công ty quốc tế, bao gồm Công ty Coca-Cola, Ngân hàng Thương mại Kenya, GlaxoSmithKline và Ogilvy & Mather.
Sau 15 năm làm nhân viên công ty, năm 2009, bà tự mình mạo hiểm và bắt đầu một nhà hàng mang tên "Secret Garden" nằm trên Riverside Drive, Nairobi. Vào tháng 2 năm 2017, khi Two Rivers Mall mở cửa, bà thành lập "Olpul", một "nhà hàng bít tết" cao cấp.

## Đời tư
Bà kết hôn với Andrew Mukite Musangi, một luật sư. Bà mô tả chồng mình là "tuyệt vời", "rất đẹp", khoan dung, "rất ủng hộ tôi", "chăm sóc những đứa trẻ..", là "xương sống của tôi".